# كلاي ماثيوز سينيور
كلاي ماثيوز سينيور (بالإنجليزية: Clay Matthews Sr.)‏ هو لاعب كرة قدم أمريكية أمريكي، ولد في 1 أغسطس 1928 في تشارلستون في الولايات المتحدة، وتوفي في 23 مارس 2017 في مونت بليستانت في الولايات المتحدة.

## وصلات خارجية
- كلاي ماثيوز سينيور على موقع مرجع كرة القدم المحترفة.كوم (الإنجليزية)